# Wojna bawarska (1420–1422)
Wojna bawarska 1420–1422 to konflikt pomiędzy Ludwikiem VII, księciem Bawarii-Ingolstadt, a Henrykiem XVI, księciem Bawarii-Landshut.
Wojna z Henrykiem XVI była dla Ludwika VII najtrudniejszym okresem w trakcie trzydziestoletniego niemal okresu panowania. Konflikt zaognił się po próbie zabicia Ludwika w Konstancji, po której nazwał on Henryka krwawym psem (pluethunt). Po nieudanym zamachu Henryk uniknął kary tylko dzięki wstawiennictwu elektora Fryderyka I i jego kuzynów monachijskich Ernesta oraz Wilhelma III, a także po zapłaceniu kwoty 6000 guldenów królowi Zygmuntowi Luksemburskiemu. Henryk czuł się jednak na tyle znieważony obelgą, że zapowiedział zemstę na Ludwiku zakładając skierowaną przeciwko niemu tzw. Ligę Konstancką.
W latach 1420–1422 konflikt pomiędzy Ligą a Ludwikiem przerodził się w tzw. wojnę bawarską. Rozpoczęło ją spalenie siedziby burgrabstwa norymberskiego przez oddziały z Ingolstadt, a zakończyła porażka Ludwika przeciwko księciom monachijskim w bitwie pod Alling.
W wyniku działań wojennych zniszczonych i spalonych zostało wiele miejscowości i zamków, m.in. Neidertshofen koło Gaimersheim, zamek Betzenstein oraz zamek Guttenburg koło Kraiburga. Ucierpiały też miejscowości leżące nad rzeką Altmühl: Hahnenkamm, Dettenheim i Dornhausen.
Dnia 2 października 1422 na wniosek króla Zygmunta, który siły niemieckie zamierzał przeznaczyć do walk z husytami, doszło do zawarcia 4-letniego zawieszenia broni za pośrednictwem biskupa Heideck – Jana II. Księstwo Bawaria-Ingolstadt przyznano królewskiemu namiestnikowi. Ludwik VII otrzymał władzę na Węgrzech, a Henryk XVI został wysłany na Litwę w celu wsparcia zakonu niemieckiego.